# Naledi (Vrijstaat)
Naledi (officieel Naledi Local Municipality) is een gemeente, sedert mei 2011 ingedeeld bij het Zuid-Afrikaanse district Xhariep (vroeger bij Motheo).
Naledi ligt in de provincie Vrijstaat en telt 24.314 inwoners.

## Hoofdplaatsen
Het nationaal instituut voor de statistiek, Stats SA, deelt sinds de census 2011 deze gemeente in in 6 zogenaamde hoofdplaatsen (main place):
Dewetsdorp • Naledi NU • Qibing • Thapelang • Vanstadensrus • Wepener.